# Riacho da Urtiga
Riacho da Urtiga är ett periodiskt vattendrag i Brasilien.   Det ligger i delstaten Paraíba, i den östra delen av landet, 1 500 km nordost om huvudstaden Brasília.
Omgivningarna runt Riacho da Urtiga är huvudsakligen savann. Runt Riacho da Urtiga är det ganska tätbefolkat, med 120 invånare per kvadratkilometer.